# ミドリカラスモドキ
ミドリカラスモドキ（緑烏擬、Aplonis panayensis）は、スズメ目ムクドリ科カラスモドキ属に分類される鳥類の1種である。

## 分布
フィリピン、インドネシア、ブルネイ、マレーシア、シンガポール、タイ、ミャンマー、バングラデシュ、インド（アンダマン・ニコバル諸島では留鳥、北東部では夏鳥）に分布する。
日本においては、八重山諸島の西表島（1998年）と与那国島（2003年）で観察例がある。

## 形態
全長およそ20cm (19-21.5cm) 。尾羽は角尾で短く、雌雄同色であり、成鳥は全体が光沢のある緑色みを帯びた黒色で、虹彩は赤色。くちばしや足は黒い。若鳥は上面黒褐色で少し緑色光沢を帯び、下面は白くて暗色の縦斑があり、幼鳥は上面が褐色である。

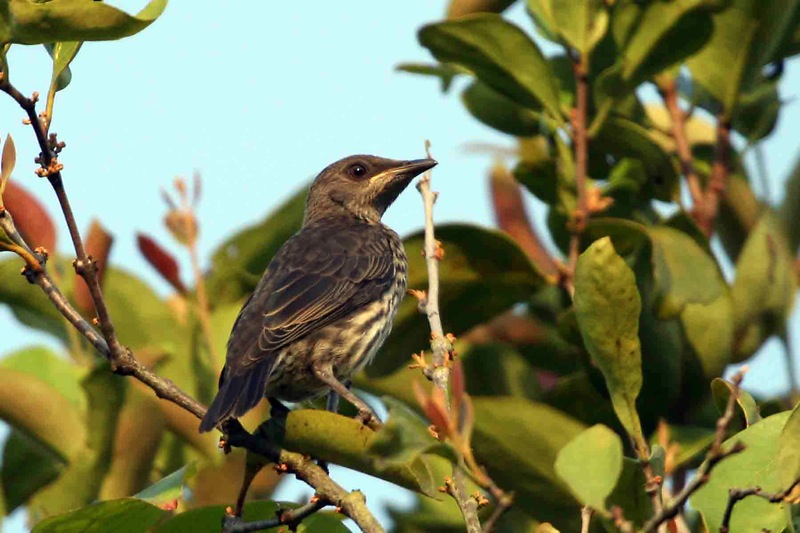
幼鳥
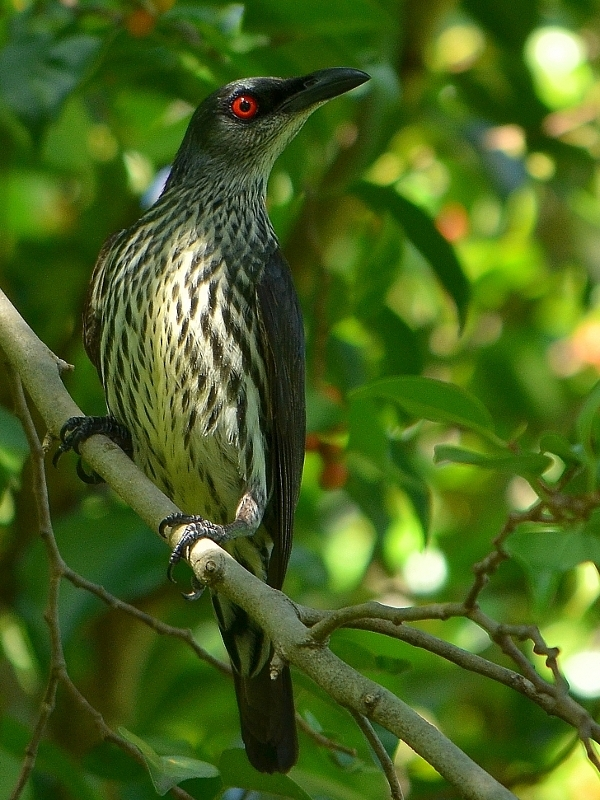
若鳥
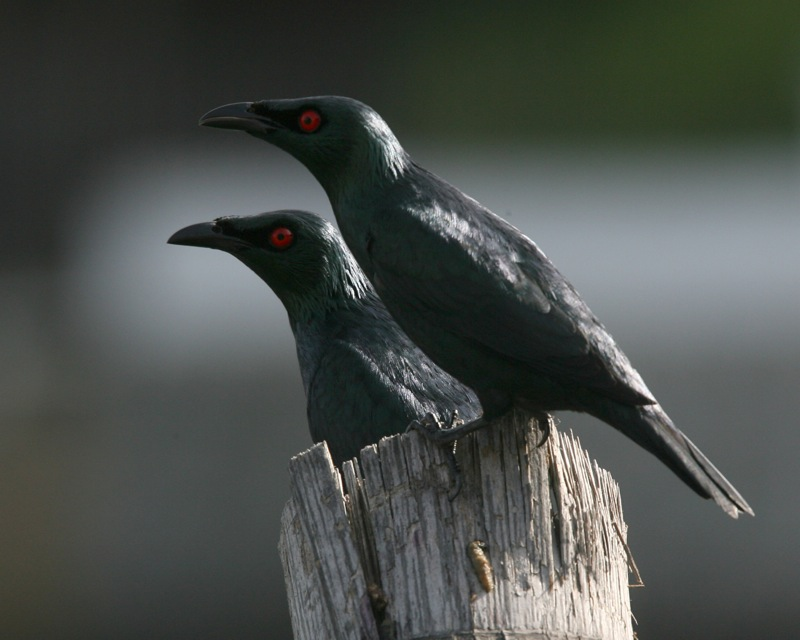
つがい

## 生態
自然生息地は、亜熱帯または熱帯の湿性低地林およびマングローブ林である。また本種の数多くが建物の廃墟や木を隠れ場所として町や都市に生息する。しばしば大群で行動し、最も騒がしい鳥類の1種であるとされる。
建物の隙間や木の洞、巣箱などに巣をつくり、3-4個の褐色斑のある青緑色の卵を産む。
果実や花の蜜、昆虫などを採餌する。

## 亜種
- A. panayensis affinis - インドのアッサム州からバングラデシュ、ミャンマー（南西部[5]）。
- A. panayensis strigata - タイ南部からマレーシア、スマトラ島、ジャワ島、ボルネオ島西部。
- A. panayensis tytleri - インド領のアンダマン諸島、カー・ニコバル島 (Car Nicobar)。ミャンマー領のココ諸島 (Coco Islands)[5]。
- A. panayensis albiris - インド領の大ニコバル島、ニコバル諸島中部。
- A. panayensis heterochlora - インドネシア領のアナンバス諸島、ナトゥナ諸島。
- A. panayensis eustathis - ボルネオ島東部。
- A. panayensis alipodis - ボルネオ島東部沖にあるインドネシア領のパンジャン島 (Panjang)、マラトゥア島 (Maratua)、デラワン諸島 (Derawan Islands)。
- A. panayensis panayensis （基亜種） - インドネシアのスラウェシ島北部、フィリピン。
- A. panayensis sanghirensis - インドネシア領のタラウド諸島、サンギヘ諸島、シアウ島、タグランダン島、ルアン島 (Ruang) 、ビアロ島 (Biaro) 。
- A. panayensis enganensis - インドネシアのスマトラ島南部沖にあるエンガノ島(Enggano Island) 。
- A. panayensis altirostris - スマトラ島西部沖のシメルー島 (Simeulue) 、Banyan 、ニアス島。
- A. panayensis leptorrhyncha - スマトラ島西部沖のバトゥ諸島。
- A. panayensis pachistorhina - スマトラ島西部沖のムンタワイ諸島。
- A. panayensis gusti - インドネシアのバリ島。